# Норблен, Луи Пьер Мартен
Луи Пьер Мартен Норблен (фр. Louis Pierre Martin Norblin; 2 декабря 1781, Варшава — 14 июля 1854, Коннантр, Марна) — французский виолончелист. Сын работавшего в Польше художника Жана Пьера Норблена, брат польского скульптора, литейщика и предпринимателя Александра Жана (Яна) Норблена, единокровный брат художника Себастьяна Норблена.

## Биография
С 1798 года жил в Париже, учился в Парижской консерватории у Шарля Бодио и Пьера Франсуа Левассёра, окончил консерваторию в 1803 году, получив первую премию. С 1809 года играл в оркестре Итальянского театра, в 1811—1841 годах был  солистом Гранд Опера. На протяжении 1820-30-х годов активно выступал как ансамблевый музыкант, особенно в составе квартета под руководством Пьера Байо; в частности, в 1825 году вместе с автором исполнил в Париже фортепианный квартет Феликса Мендельсона, а 14 февраля 1832 года там же участвовал в премьере его струнного квартета. В 1828 года стал одним из основателей Оркестра концертного общества Парижской консерватории.
В 1826—1846 годах профессор Парижской консерватории. Среди учеников Норблена — Огюст Жозеф Франкомм, Франсуа Жорж Энль, Шарль Лебук, Арно Данкла, Жак Оффенбах и др.
В 1824 году подготовил первое французское издание Сюит для виолончели соло Иоганна Себастьяна Баха.
Сын Норблена Альфонс Эмиль Норблен (1821—1880) также стал виолончелистом и музыкальным педагогом.